# Britse Maagdeneilanden op de Olympische Winterspelen 1984
Tijdens de Olympische Winterspelen van 1984, die in Sarajevo (Joegoslavië) werden gehouden, namen de Britse Maagdeneilanden voor de eerste keer deel.

## Deelnemers en resultaten

### Schaatsen
| Olympiër      | Discipline | Resultaat | Prestatie        |
| ------------- | ---------- | --------- | ---------------- |
| Erroll Fraser | 500 m (m)  | 40e       | 43,47 (+5,28)    |
| Erroll Fraser | 1000 m (m) | 42e       | 1.30,59 (+14,79) |

Andorra · Argentinië · Australië · België · Bolivia · Bondsrepubliek Duitsland · Britse Maagdeneilanden · Bulgarije · Canada · Chili · China · Chinees Taipei · Costa Rica · Cyprus · Duitse Democratische Republiek · Egypte · Finland · Frankrijk · Griekenland · Groot-Brittannië · Hongarije · IJsland · Italië · Japan · Joegoslavië · Libanon · Liechtenstein · Marokko · Mexico · Monaco · Mongolië · Nederland · Nieuw-Zeeland · Noord-Korea · Noorwegen · Oostenrijk · Polen · Puerto Rico · Roemenië · San Marino · Senegal · Sovjet-Unie · Spanje · Tsjecho-Slowakije · Turkije · Verenigde Staten · Zuid-Korea · Zweden · Zwitserland